# Bientina
Bientina è un comune italiano di 8 671 abitanti della provincia di Pisa, situato nell'area di transizione tra la Piana di Lucca e il Valdarno inferiore, in Toscana.

## Geografia fisica

### Territorio
- Classificazione sismica: zona 2 (sismicità medio-alta), Ordinanza dPCM 3274 del 20/03/2003

### Clima
- Classificazione climatica: zona D, 1856 GG
- Diffusività atmosferica: bassa, Ibimet CNR 2002

La tabella sottostante riporta i valori medi che si registrano in città nel corso dell'anno:
| Mese               | Mesi | Mesi | Mesi | Mesi | Mesi | Mesi | Mesi | Mesi | Mesi | Mesi | Mesi | Mesi | Stagioni | Stagioni | Stagioni | Stagioni | Anno |
| Mese               | Gen  | Feb  | Mar  | Apr  | Mag  | Giu  | Lug  | Ago  | Set  | Ott  | Nov  | Dic  | Inv      | Pri      | Est      | Aut      | Anno |
| ------------------ | ---- | ---- | ---- | ---- | ---- | ---- | ---- | ---- | ---- | ---- | ---- | ---- | -------- | -------- | -------- | -------- | ---- |
| T. max. media (°C) | 10,0 | 10,9 | 14,6 | 18,8 | 22,9 | 26,4 | 29,5 | 29,7 | 26,4 | 21,0 | 15,3 | 10,9 | 10,6     | 18,8     | 28,5     | 20,9     | 19,7 |
| T. min. media (°C) | 1,7  | 2,1  | 4,7  | 7,9  | 11,0 | 14,9 | 17,6 | 17,6 | 14,3 | 10,1 | 6,0  | 2,8  | 2,2      | 7,9      | 16,7     | 10,1     | 9,2  |

## Storia
La prima menzione storica del paese di Bientina – dal latino "bis antes", cioè "due siepi" per alcuni, dal gentilizio etrusco "Plitine" secondo altri – risale al 793 d.C., quando Saximondo di Gumberto, diacono, concesse a Giovanni, vescovo di Lucca, una porzione di terreno nel Monastero di sant'Andrea in luogo di Bientina.
Un documento del 1117 dà notizia della vendita, da parte del marchese di Toscana Robodone, del castello con il suo distretto e con la giurisdizione signorile a favore dell'Arcivescovo di Pisa.
Nel 1178 l'arcivescovo Ubaldo, per riunire in un unico luogo tutti gli abitanti del territorio tra il Monte Pisano e la sponda sud ovest del Lago di Sesto ed evitare le ricorrenti liti con Lucca, obbligò i Bientinesi ad abitare in certo luogo a oriente del ponte sul fosso denominato Cilecchio.
Il 25 febbraio 1179 i consoli di Bientina con altri 120 Bientinesi giurarono di obbedire all'Arcivescovo e di andare ad abitare nel luogo assegnato.

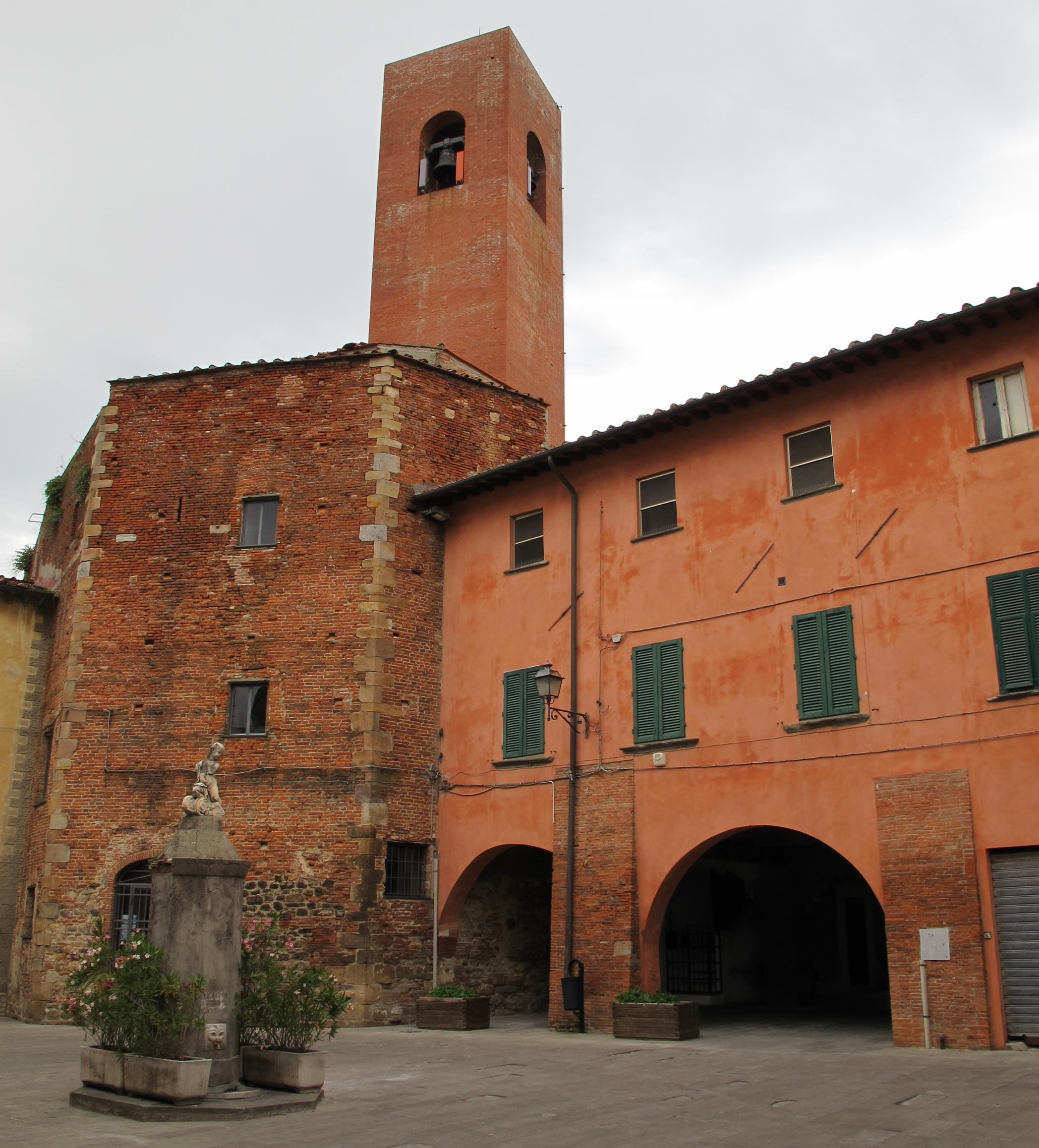
Porta fiorentina e campanile della chiesa di San Domenico

Si fa risalire a questo periodo l'inizio della fondazione del castello con le torri in gran parte visibili ancor oggi, anche se studi più recenti fanno risalire ad epoca tardo-romana alcun tratti delle mura.
Nei secoli XIII e XIV fu alternativamente sotto il dominio di Lucca e Pisa, fino a che, nel 1402 si sottomise al dominio fiorentino.
Ebbe a sostenere l'ultimo assedio nel 1505, durante la cosiddetta guerra di Pisa, quando fu assediata dai Pisani, sostenuti da 1.500 fanti spagnoli, ma questi furono ricacciati dai difensori.
Il Senato fiorentino, in omaggio alla fedeltà dimostrata, concesse a Bientina privilegi di natura economica e fiscale, nonché l'appellativo di "Bientina Fiorentina".
Nel 1699, con una fastosa cerimonia ebbe inizio il culto di San Valentino, il cui corpo proveniva dalle catacombe di San Callisto sulla Via Appia Antica.
Questo santo, per i miracoli che iniziò a fare, si guadagnò subito clamorosa fama, tanto che nel 1717 lo stesso Gran Principe di Toscana Gian Gastone de' Medici venne a venerarne le spoglie.
Analogo omaggio fu reso al santo negli anni 1766 e 1768 dal Granduca Pietro Leopoldo di Lorena. Con la morte di Gian Gastone avvenuta nel 1737, si estinse la dinastia Medicea e la Toscana passò sotto quella dei Lorena.
Con Pietro Leopoldo ebbero inizio i primi lavori di bonifica e di regimazione della complessa idrografia della zona; tali lavori furono portati a compimento da Leopoldo II (1824-1859), sotto il governo del quale fu essiccato il Lago di Bientina, mediante il passaggio delle acque sotto l'alveo dell'Arno mercé la costruzione del Canale Emissario, opera di grande ingegneria idraulica dovuta ad Alessandro Manetti.
Nell'occasione furono apportate alcune modifiche al corso dell'Arno, dando al maggior fiume della Toscana una regimazione definitiva.
Dopo la fine della dinastia Lorenese, Bientina entrò a far parte del Regno d'Italia e ne seguì le sorti fino al referendum istituzionale del 1946 quando i Bientinesi votarono a grandissima maggioranza per la Repubblica.

## Monumenti e luoghi d'interesse

### Architetture religiose
- Chiesa di San Domenico (1621)

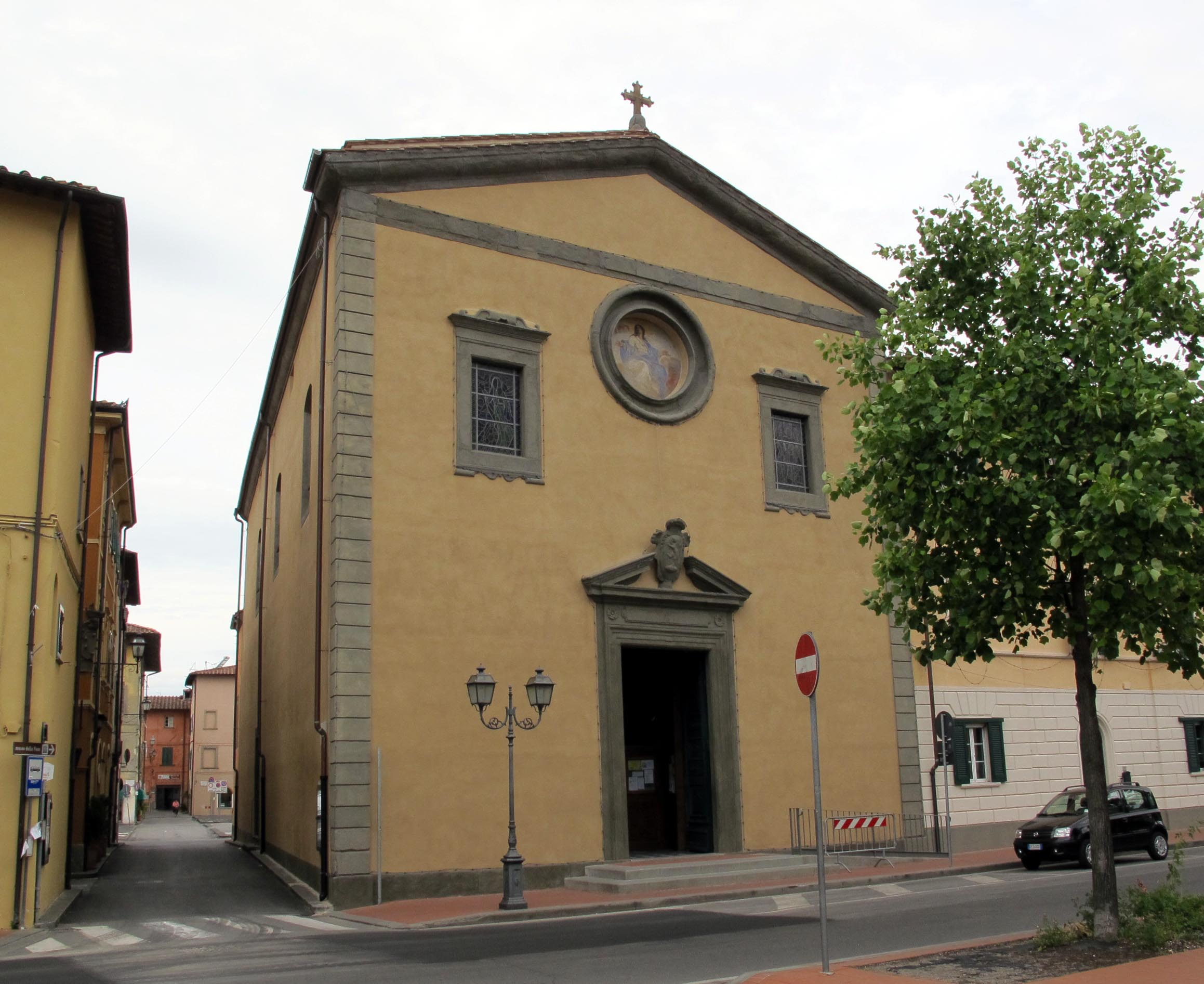
Chiesa di Santa Maria Assunta

- Chiesa di Santa Maria Assunta (di origine medievale - ampliata e ristrutturata intorno alla metà del 1600)
- Chiesa della Madonna del Bosco a Santa Colomba
- Oratorio di San Girolamo (1640), sede del museo della storia antica di Bientina
- Oratorio di San Pietro e Rocco (sec. XVII)
- Oratorio di San Giusto, la prima chiesa di Bientina (sec. XII), sede di Lunperlaltro
- Oratorio di San Prospero della Castellina (sec. XIII), ex sede Scout
- Ex Spedale di Santa Maria degli Angeli (sec. XVI), in Borgo Maggiore

### Architetture civili
- Palazzo Pancani
- Palazzo Taddei (sec. XVIII)
- Palazzo Del Grande (sec. XVIII)

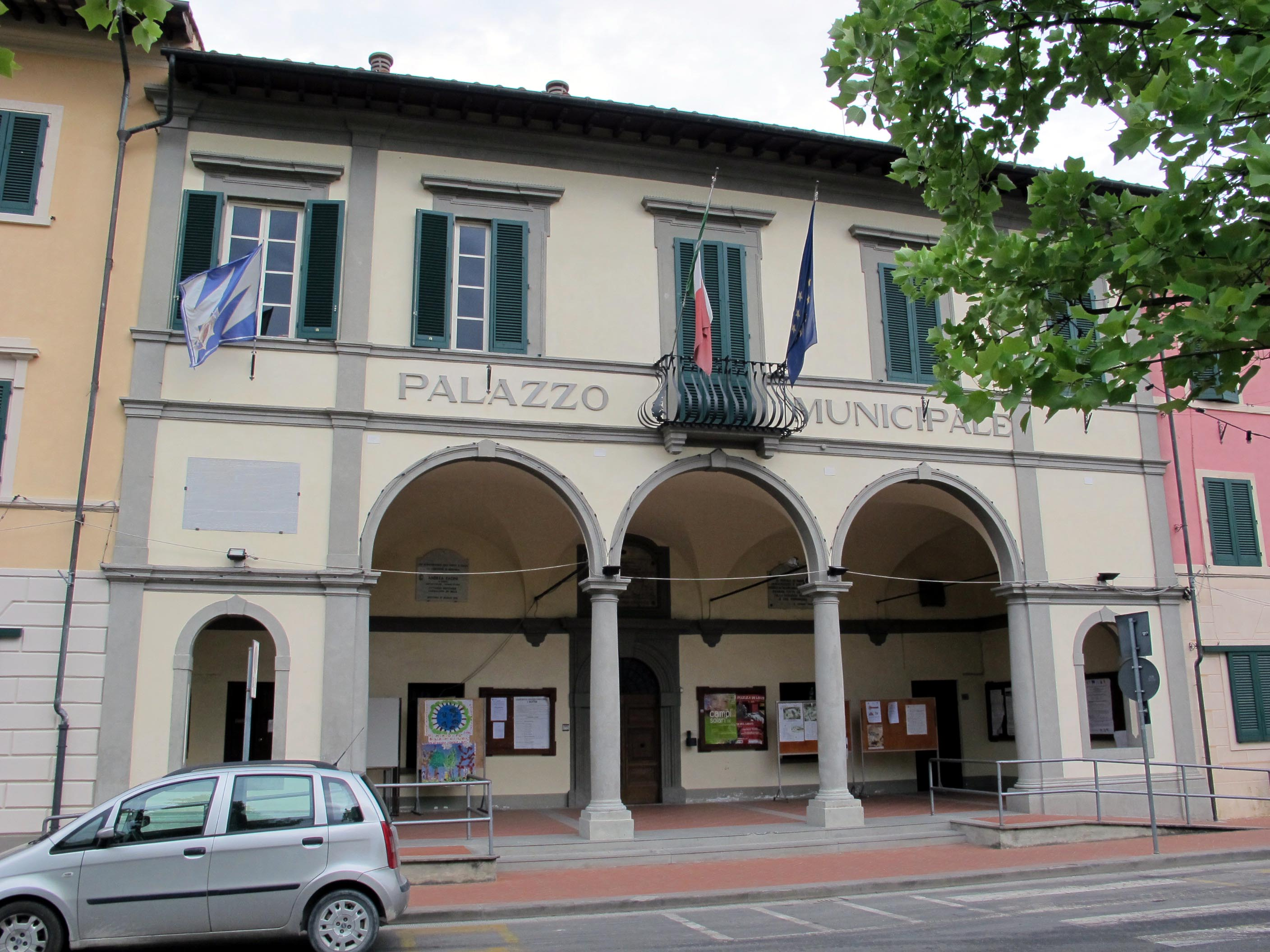
Palazzo comunale

- Palazzo Cosci - oggi sede della Misericordia (sec. XVIII)
- Palazzo Mediceo all'interno degli ex borghi (sec. XVI)
- Palazzo Del Rosso - Capitano del popolo (sec. XVI) oggi proprietà dell parrocchia
- Museo della Pieve - Tesoro dei Bientinesi (arti sontuarie XIV-XVIII sec.)
- Torre La Mora (XIII secolo)
- Torre Civica (o del Frantoio) sec. XIII - sede di attività culturali.
- Torre del Giglio, o Speciosa (sec. XIII)
- Torre del Tessitori (XIII, modificata XIV sec.)
- Loggetta del Palazzo Comunale (sec. XVII)

## Società

### Evoluzione demografica
Abitanti censiti

### Etnie e minoranze straniere
Secondo i dati ISTAT al 31 dicembre 2023 la popolazione straniera residente era di 494 persone (5,8% della popolazione totale).
Le nazionalità maggiormente rappresentate in base alla loro percentuale sul totale della popolazione residente erano:
- Albania 118 (1,36%)
- Cina 83 (0,96%)
- Romania 71 (0,82%)
- Marocco 42 (0,48%)
- Senegal 14 (0,16%)

## Cultura
Il sabato, domenica e lunedì di Pentecoste viene venerato a Bientina il patrono san Valentino martire le cui spoglie, trasportate nel 1699 dalle catacombe di San Callisto sulla via Appia e conservate in un'urna dorata a oro zecchino, sono oggetto di pellegrinaggio da oltre tre secoli nella chiesa di S. Maria Assunta dove ogni giorno, ancora oggi, molte persone vengono a venerare le spoglie di questo santo taumaturgo. A Bientina vennero per venerarle sia Gian Gastone de' Medici (1717) che Pietro Leopoldo di Lorena (1766 e 1768) (da non confondere con Valentino, patrono degli innamorati e di Terni).

### Eventi

#### Carnevale bientinese
La prima edizione del Carnevale avvenne nel 1939, poi con il sopraggiungere della guerra la manifestazione fu sospesa e ripresa nel 1988. L'Associazione del Carnevale Bientinese organizza i corsi, che si svolgono nel centro del paese, con carri allegorici fatti artigianalmente che richiamano personaggi o situazioni della fantasia dei bambini.

#### Palio di Bientina

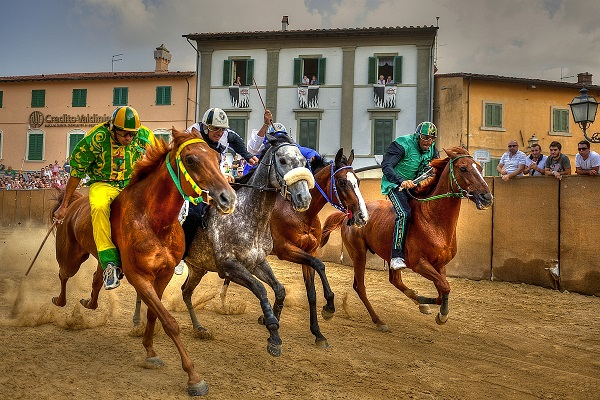
Una fase del Palio di Bientina 2012

Il Palio di Bientina, detto anche di San Valentino, si svolge ogni terza domenica del mese di luglio, nella piazza Vittorio Emanuele II situata nel centro storico del paese. La storia del Palio ha origini antiche. Il primo documento risale al 25 maggio 1786. La sua versione moderna è più recente e risale al 1993. Le prime sfide si svolgevano presso il campo sportivo, ma dal 2001 ha luogo nella piazza Vittorio Emanuele. I nomi delle nove contrade sono: Puntone, Guerrazzi, Cilecchio, centro storico, Villaggio, La Forra, Quattro Strade, Santa Colomba e Viarella. Anticamente, già nell'800 venivano effettuate delle "Corse dei barrocci", piccoli calessi trainati da cavalli il martedì della festa patronale. Negli anni 2020 e 2021 la manifestazione è stata sospesa a causa delle restrizioni dovute alla pandemia di COVID-19, per poi riprendere con regolarità dal 2022.

## Geografia antropica

### Frazioni
Il territorio comunale di Bientina comprende al suo interno quattro frazioni.
- Caccialupi (20 m s.l.m., 14 abitanti)
- Puntone (8 m s.l.m., 213 abitanti)
- Quattro Strade (55 m s.l.m., 1 338 abitanti)
- Santa Colomba (61 m s.l.m., 433 abitanti)

## Economia

### Artigianato
È diffusa e rinomata l'antica arte del mobile grazie alla quale vengono realizzati oggetti spazianti dallo stile rinascimentale fino a quello moderno.

## Infrastrutture e trasporti

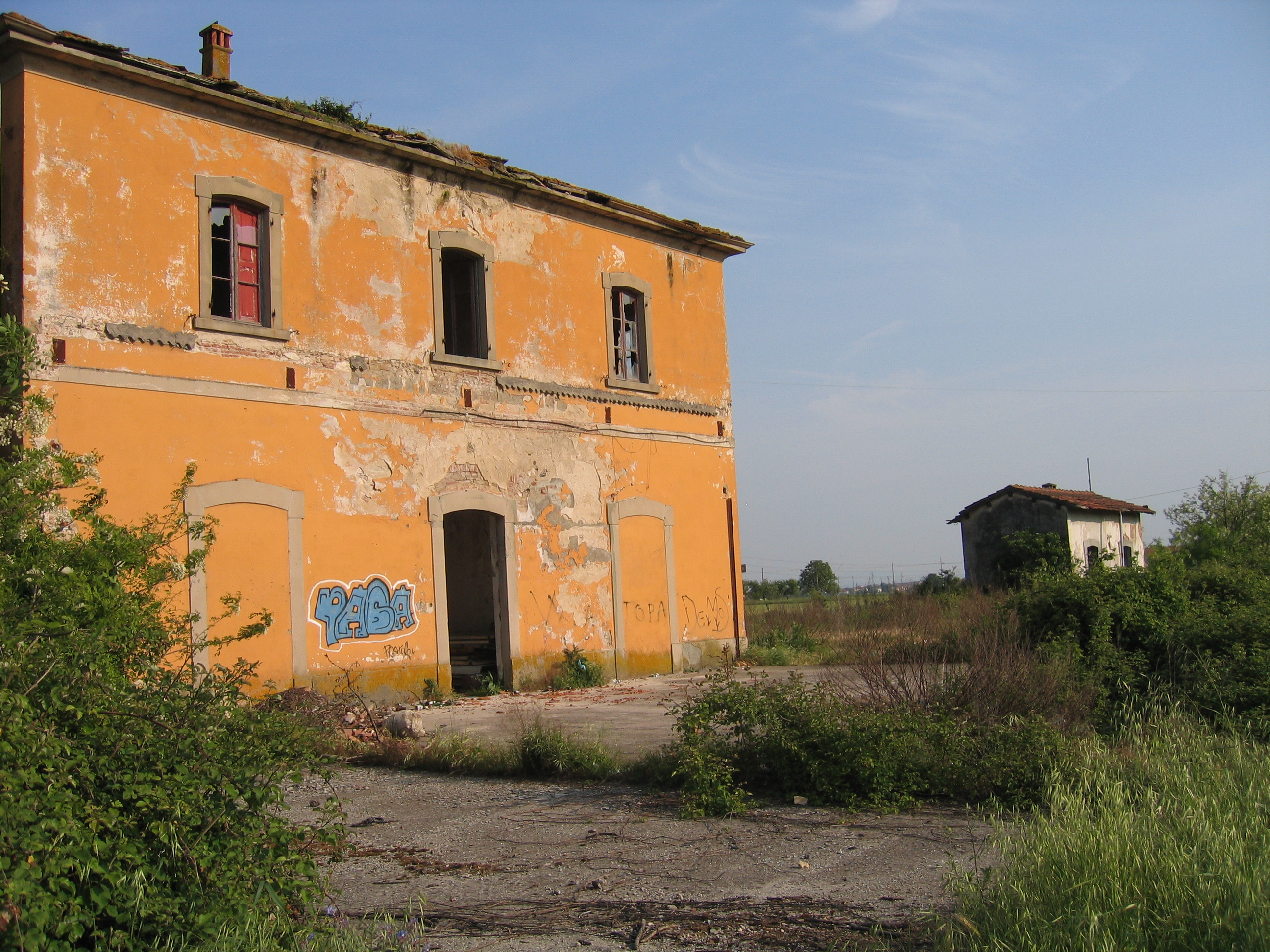
La ex stazione di Vicopisano-Bientina lungo la provinciale 25

### Strade
- Strada regionale 439 Sarzanese Valdera, collegamento diretto con Lucca fino a Pietrasanta verso nord e con Saline di Volterra fino a Follonica verso sud.
- Strada Provinciale 
3 Bientinese, collegamento diretto con Altopascio e l'Austostrada A11.
- Strada Provinciale 
25, collegamento diretto con Vicopisano e l'Area pisana a ovest e con Santa Maria a Monte e il Comprensorio del cuoio a est.

### Autobus
Il trasporto pubblico a mezzo autobus è gestito dalla società CTT Nord con linee extraurbane che la collegano direttamente con Lucca, Buti, Pontedera, Calcinaia, Santa Maria a Monte, Cascina e Altopascio.

### Ferrovie
Fino al 1944 la località disponeva inoltre di una stazione ferroviaria comune con Vicopisano lungo la ferrovia Lucca-Pontedera; il fabbricato di stazione, fatiscente, è tuttora visibile lungo la strada provinciale 25.

## Amministrazione
Di seguito è presentata una tabella relativa alle amministrazioni che si sono succedute in questo comune.
| Periodo          | Periodo          | Primo cittadino    | Partito                          | Carica      | Note   |
| ---------------- | ---------------- | ------------------ | -------------------------------- | ----------- | ------ |
| 12 giugno 1985   | 26 maggio 1990   | Agostino Bachini   | Partito Comunista Italiano       | Sindaco     | [ 11 ] |
| 26 maggio 1990   | 7 febbraio 1991  | Armando Baldassari | Democrazia Cristiana             | Sindaco     | [ 11 ] |
| 7 febbraio 1991  | 22 aprile 1992   | Francesco Bandecca | Partito Socialista Italiano      | Sindaco     | [ 11 ] |
| 22 aprile 1992   | 17 ottobre 1992  | Enrico Ricci       |                                  | Comm. pref. | [ 11 ] |
| 9 novembre 1992  | 17 novembre 1997 | Marco Braccini     | -                                | Sindaco     | [ 11 ] |
| 17 novembre 1997 | 28 maggio 2002   | Marco Braccini     | L'Ulivo                          | Sindaco     | [ 11 ] |
| 28 maggio 2002   | 29 maggio 2007   | Marco Braccini     | L'Ulivo                          | Sindaco     | [ 11 ] |
| 7 maggio 2012    | 12 giugno 2017   | Corrado Guidi      | lista civica: Uniti per Bientina | Sindaco     | [ 11 ] |
| 12 giugno 2017   | in carica        | Dario Carmassi     | lista civica: Uniti per Bientina | Sindaco     |        |

### Gemellaggi
- Saint-Rémy-de-Provence, dal 1997[12]